# Empusa neglecta
Empusa neglecta es una especie de mantis de la familia Empusidae.

## Distribución geográfica
Se encuentra en Madagascar.